# ミハイ・マコベイ
ミハイ・マコベイ（Mihai Macovei、1986年10月29日 - ）は、バッシンドアルカチョンに所属するラグビーユニオン選手。

## プロフィール
- ルーマニアグラ・フモルルイ出身[1]。
- ポジションはフランカー(FL)、ナンバーエイト(No.8)。
- 身長 193cm、体重 109kg
- ルーマニア代表キャップは104（2025年3月現在）。
- 2011W杯・2015W杯・2023W杯のルーマニア代表に選ばれ、2015W杯の時は主将を務めた[2][3]。

## 略歴
CSMバイアマレ、サン＝ナゼール、マシーを経て、2015年、USコロミエに加入。
2023年、バッシンドアルカチョンに加入。